# Raneburgkogel
Der Raneburgkogel (2925 m ü. A.), auch Raneburger Spitze, Ranewakögele, Raneburgspitz oder Raneburger, ist ein Berggipfel im Gschlößkamm der Venedigergruppe im Norden Osttirols (Gemeinde Matrei in Osttirol).

## Lage und Aufstiegsmöglichkeiten
Der Raneburgkogel liegt im Südosten des Gschlößkamms zwischen der Hinteren Michlbachspitze (2905 m ü. A.) im Osten, der Katálspitze (2832 m ü. A.) im Süden und dem Ohrkogel (2680 m ü. A.) im Osten. Von der Hintere Michlbachspitze ist der Raneburgkogel durch die Michlbachscharte (2750 m ü. A.) getrennt während die Übergänge zu Katálspitze und Ohrkogel sanft verlaufen. durch die nur wenig nördlich liegende Dabernitzturmscharte (2874 m ü. A.) getrennt, östlich markiert die Michlbachscharte (2750 m ü. A.) den Übergang zum Raneburgkogel. Der Südgrat zur Vorderen Michlbachspitze verläuft hingegen relativ flach bergab. Nordwestlich des Raneburgkogels liegt zwischen Dabernitzkogel und Raneburgkogel das Dabernitzkees.
Der Raneburgkogel wird seit der Zeit um 1800 von Einheimischen vom Raneburger See über die Südosthänge aufgesucht, eine kürzere Route existiert über das Frosnitztal. Der Normalanstieg erfolgt dabei von der Fraktion Gruben entlang der Forststraße ins Frosnitztal bis zur Unteren Katalalm. Danach folgt der Anstieg großteils weglos dem Michlbach zu den sogenannten Michlbachlacken (2506 m ü. A.) bzw. (2526 m ü. A.) und danach über die schrofige Südwestflanke zum Gipfel. Der Südostanstieg nimmt im Weiler Berg seinen Ausgangspunkt, wobei der Wandersteig nach Nordwesten zum Raneburger Alm und weiter zum Raneburger See führt, bevor man entlang des Seezuflusses ins Hochkar zwischen Ohrkogel, Raneburgkogel und Katalspitze steigt und weiter nordwestlich auf den Raneburgkogel steigt.